# Glade, Kansas
Glade är en ort i Phillips County i Kansas. Vid 2020 års folkräkning hade Glade 52 invånare.